# 35e régiment d'artillerie parachutiste
Pour les articles homonymes, voir 35e régiment.
Le 35e régiment d'artillerie parachutiste (35e RAP), est l'héritier de l'unité d'artillerie créée en 1873 à Vannes sous le nom de 35e régiment d'artillerie (35e RA).
Le 35e RAP  est l'unique régiment d'artillerie parachutiste de l'armée française,. Sa devise est : « Droit Devant ». Régiment d’appui de la 11e brigade parachutiste (11e BP ), il arme l’échelon national d’urgence des troupes aéroportées (ENU TAP), constamment en alerte à 12 h et 48 h (contrat opérationnel) au sein de la Force de réaction rapide, encore appelée Guépard (QRF TAP : Quick reaction force).
Le régiment est porteur de nombreuses traditions militaires, parachutistes, qu'elles soient mémorielles,,,, sportives, artistiques ou festives,. Deux d'entre elles sont essentielles : le chant et la musique. Elles sont illustrées, la première par « Le chant du 35e RAP/Droit Devant » et la seconde par « La marche régimentaire du 35e RAP, ».
Le 30 septembre 2023, le régiment fête le 150e anniversaire de la création du 35e RA, aujourd'hui 35e RAP.
Le 9 juillet 2025, le colonel Marie de Lazzer prend le commandement du 35e régiment d'artillerie parachutiste, succédant au colonel Tristan Zeller. 
Par ailleurs, le régiment est représenté par une amicale, association loi de 1901, créée en 1970. Cette amicale est appelée « Amicale du 35e RAP et de l'artillerie parachutiste ». Elle rassemble le personnel, actif et retraité, servant et ayant servi au 35e RAP et dans les régiments frères de l'artillerie parachutiste.

## Création et différentes dénominations
- 21 octobre 1873 : création du 35e régiment d'artillerie
- 1912 : devient 35e régiment d'artillerie de campagne
- 1925 : devient 35e régiment d'artillerie divisionnaire
- 1940 : redevient 35e régiment d'artillerie de campagne
- 1945 : toujours 35e régiment d'artillerie de campagne
- 1947 : devient 35e régiment d'artillerie légère parachutiste
- 1956 : redevient 35e régiment d'artillerie
- 1961 : devient 35e régiment d'artillerie parachutiste
- 1971 : devient 35e régiment d'artillerie interarmes
- 1975 : redevient 35e régiment d'artillerie parachutiste.

## Chefs de corps

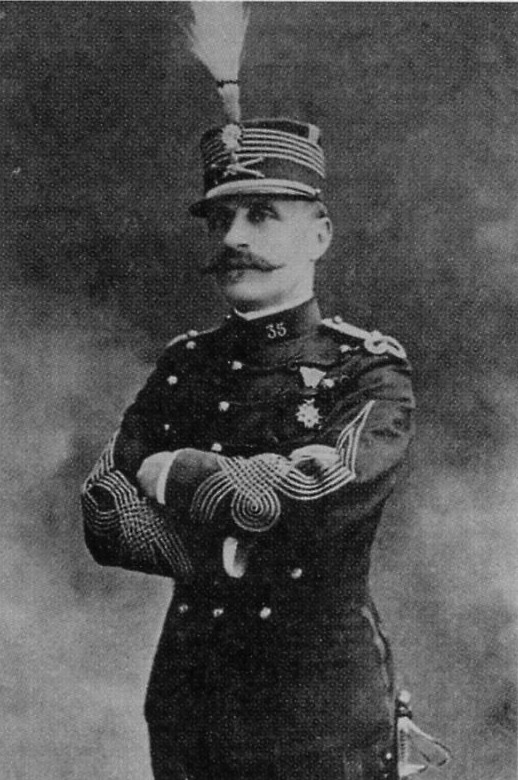
Le colonel Ferdinand Foch, commandant le, en 1903.

Les colonels, chefs de corps commandant le régiment, sont les suivants,.
35e régiment d'artillerie (35e RA)
- 28 septembre 1873 : colonel Ludovic Marie François de Noüe
- 1882 : colonel Thiou
- 1889 : colonel Biffe
- 1895 : colonel Clément
- 1898 : colonel Barbé
- 1901 : colonel d'Apvril
- 1903 : colonel Ferdinand Foch
- 1905 : colonel Beiz
- 1907 : colonel Fournier
- 1909 : colonel Delmotte

35e régiment d'artillerie de campagne (35e RAC)
- 1912 : colonel Ely
- 1917 : colonel Julliard
- 1919 : colonel Sutterlin
- 1921 : colonel Jean Louis Albert Linard
- 1922 : colonel Peignier
- 1925 : colonel Fédary
- 1927 : colonel Blot
- 1929 : colonel Husson

35e régiment d'artillerie divisionnaire (35e RAD)
- 1932 : colonel Babron
- 1935 : colonel Louis Bailly
- 1939 : colonel Morel

35e régiment d'artillerie de campagne (35e RAC)
- 1940 : colonel Joubert
- 1940 : colonel de Lobit
- 1941 : colonel Baschung
- 1942 : colonel de Mierry.

35e régiment d'artillerie (35e RA)
- 1945 : colonel Trébous
- 1946 : colonel Texier

35e régiment d'artillerie légère parachutiste (35e RALP)
- 1947 : Colonel Mengus
- 1951 : Colonel Bousquet
- 1955 : Colonel Edel

35e régiment d'artillerie (35e RA)
- 1956 : Colonel Lacabe Plasteig
- 1957 : Colonel Touyeras
- 1959 : Colonel Millot

35e régiment d'artillerie parachutiste (35e RAP)
- 1961 : Colonel Buttner
- 1962 : Colonel Buisson
- 1963 : Colonel Caillat
- 1966 : Colonel Marty
- 1967 : Lieutenant-colonel Valayer
- 1969 : Colonel Faulle

35e régiment d'artillerie interarmes
- 1971 : Colonel Creux
- 1973 : Colonel Cuq

35e régiment d'artillerie parachutiste (35e RAP)
- 1975 : Colonel Rodriguez
- 1977 : Colonel Le Guen
- 1979 : Colonel Marc Monchal
- 1981 : Colonel Waymel
- 1983 : Colonel Japiot
- 1985 : Colonel de Gestas
- 1987 : Colonel Zeller
- 1989 : Colonel Perruche
- 1991 : Colonel Faugère
- 1993 : Colonel Coat
- 1995 : Colonel L'Huillier
- 1997 : Colonel Arnaud
- 1999 : Colonel Léonard
- 2001 : Colonel Nichini
- 2003 : Colonel Nicaise
- 2005 : Colonel Michel Delion[23]
- 2007 : Colonel Pellerin
- 2009 : Colonel Guilloton
- 2011 : Colonel Charles
- 2013 : Colonel Durieux
- 2015 : Colonel Marchand
- 2017 : Colonel de Crevoisier
- 2019 : Colonel Costanzo
- 2021 : Colonel Ruyant
- 2023 : Colonel Zeller
- 2025 : Colonel de Lazzer[24]

## Historique des garnisons, combats et batailles

### De 1873 à 1914
Le 35e régiment d'artillerie est formé à Nantes le 7 octobre 1873 lors de la réorganisation des corps d'artillerie français, avec :
- 1 batterie provenant du 7e régiment d'artillerie
- 2 batteries provenant du 10e régiment d'artillerie
- 2 batteries provenant du 22e régiment d'artillerie
- 2 batteries provenant du 25e régiment d'artillerie
- 2 batteries provenant du 28e régiment d'artillerie.

Le régiment fait partie de la 11e brigade d'artillerie du 11e corps d'armée.
Le régiment rejoint la garnison de Vannes entre le 31 octobre et le 5 décembre 1873.
En juillet 1874 : fin de la phase de mise sur pied, le 35e RA compte alors un effectif de 817 hommes, 435 chevaux, 6 batteries montées et 3 batteries à cheval. Les canons sont des canons de 90 mm de Bange modèle 1877.
En 1881 et en 1882, deux unités élémentaires participent à campagne de Tunisie et sont engagées dans la prise de Gabès et dans celle de Kairouan.
De 1903 à 1905, le régiment est commandé par le colonel Ferdinand Foch,.

### Première Guerre mondiale

#### Affectation
Caserné à Vannes, le 35e régiment d'artillerie de campagne fait partie de la 11e brigade d'artillerie et est attaché à la 22e division d'infanterie.
Le 35e régiment d'artillerie de campagne (35e RAC), dont la devise est Mourir en chantant, compte 9 batteries équipées du célèbre canon de 75 mm modèle 1897. Pour sa conduite et son action exemplaires dans les batailles de Saint-Gond 1914, de Champagne 1915, de La Malmaison 1917, de Noyon 1918 et de Somme-Py 1918, le régiment sera titulaire de 4 citations à l'ordre de l'armée et son étendard décoré de la croix de guerre 1914 - 1918 avec 4 palmes. Le 12 novembre 1918, le régiment reçoit le privilège de porter la fourragère aux couleurs de la Médaille militaire.

#### 1914
- Bataille des Frontières

Le premier engagement du 35e RAC se déroule à Maissin (Belgique) le 22 août 1914.
- Grande Retraite

Puis il prend une part active à la défense de la Meuse les 25,26 et 27 août 1914. Il participe aux combats de Mourmelon et de Moronvilliers.
- Bataille de la Marne

En septembre 1914, les combats de Lenharrée - Fère Champenoise- Marais de Saint Gond sont terribles, en particulier pour le 2e Groupe du 35e RAC. Le régiment est cité à l'ordre de l'Armée à cette occasion.
- Course à la mer

Il participe ensuite à la course à la mer (septembre 1914), traverse la Marne et arrive dans la Somme. C'est le début de la guerre de position et de tranchées,.

#### 1915
En août 1915, retour en Champagne. Le régiment prend position au nord de Suippes dans le secteur de Perthes, Mesnil-les-Hurlus face à Tahure. Le régiment participe à la grande offensive de Champagne. Pour son courage exemplaire, le 35e RAC est à nouveau cité à l'ordre de l'armée,.

#### 1916
Il est engagé dans la bataille de Verdun dès le 30 mars 1916. Le régiment paye un lourd tribut durant quatre semaines notamment dans le secteur de Douaumont, au ravin des Vignes au sud de la côte de Froideterre. En mai le régiment est relevé et passe quelques mois à l'arrière. En novembre il retrouve le front et participe à la reprise du fort de Vaux le 2 novembre,.

#### 1917
Il est engagé dans la bataille du Chemin des Dames du 19 avril au 20 mai 1917. Il participe également à la bataille de la Somme, se bat à nouveau sur le Chemin des Dames. Puis ce sont les combats de Fayet (10 et 11 août 1917) et de La Malmaison le 23 octobre. Le régiment appuie en particulier l'assaut qui permet la reprise du fort de la Malmaison. Le 35e RAC est à nouveau cité à l'ordre de l'armée pour sa conduite remarquable,.

#### 1918
En mars, devant l'offensive allemande, il est engagé pour colmater les brèches ouvertes par l'ennemi. Lors de la deuxième offensive allemande du 27 mai, le régiment est au repos à Euilly. C'est le jour le plus sombre de l'histoire du régiment. Les hommes vivent l'enfer sous des tonnes d'obus et les gaz ennemis ; les canons et les documents sont détruits. En juin le régiment est mis au repos en Alsace. Il lui faut deux mois pour se réorganiser afin de participer aux derniers combats de la guerre. En octobre il épaule l'offensive sur Somme-Py. Le régiment sera à nouveau cité à l'ordre de l'armée pour sa bravoure lors des derniers combats du 26 septembre au 13 octobre 1918,.

### Entre-deux-guerres: 1919 - 1939
Après l'armistice, le 35e RAC rejoint la garnison de Vannes. Le 1er janvier 1924, il prend le nom de 35e régiment d'artillerie divisionnaire (35e RAD). C'est la vie de garnison qui prévaut pendant cette période.

### Seconde Guerre mondiale
Appartenant à la 21e division, le 35e RAD est sur la ligne Maginot (août - octobre 1939) dans la région de Sarreguemines. Pendant l'hiver 39-40, le régiment est stationné dans la région de Saint-Omer. En mai 1940, il se trouve dans le secteur d'Anvers pour contrer l'invasion allemande et participer à la Campagne de France. Il combat vaillamment à Anvers et Boulogne-sur-Mer. Fidèle à sa devise « Mourir en chantant », il est anéanti aux deux tiers alors qu'il couvre la retraite et l'embarquement des forces alliées à Dunkerque.

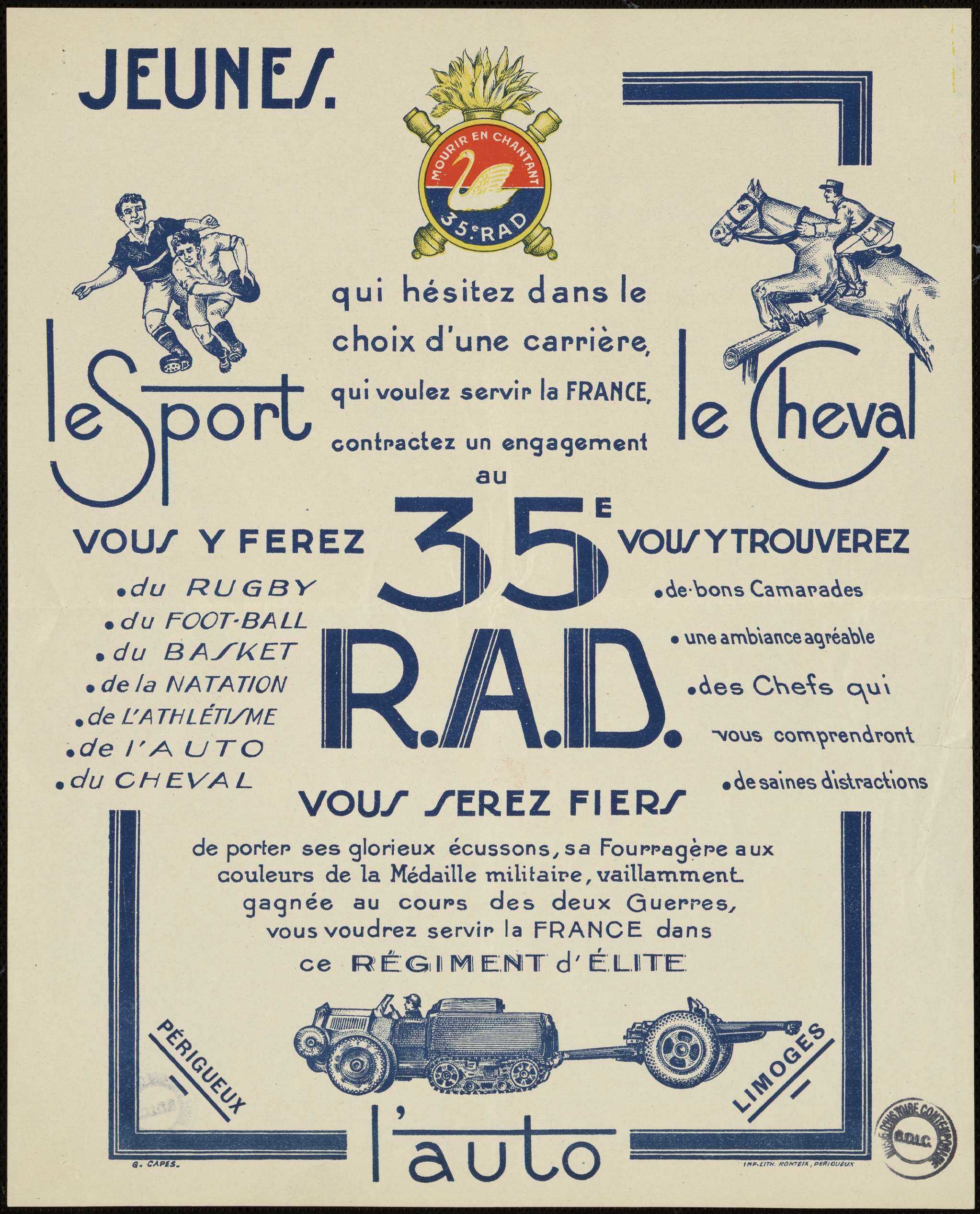
Affiche de recrutement pour le sous Vichy.

Régiment de l'Armée d'armistice, le 35e RAD est reconstitué le 1er novembre 1940. Il sera dissous en novembre 1942 lors de l'invasion de la zone libre par l'ennemi. Cette période de la Seconde Guerre mondiale est illustrée dans le livre régimentaire de référence par les récits suivants : La mort héroïque du sous-lieutenant Delattre ; « L'occupation de la zone libre » par le colonel de Mierry commandant le régiment en 1942 ;  Carnet de guerre du capitaine Roussilhe commandant le 3e Groupe du 35e RAD dans la campagne des Flandres en 1940 ;  « Ma Guerre » par le maréchal des logis-chef Chazard du 35e RAD ; Extraits du cahier de prisonnier de René Cheneval - ancien de la B.H.R. du 35e RAD en 1939 - 1940.

### De 1945 à 1953
Le régiment est recréé à Vannes le 15 novembre 1945 puis dissous à nouveau le 15 février 1946. Il est reconstitué à Waldsee en Allemagne le 1er août 1946 avec le nom de 35e régiment d'artillerie (35e RA). En avril 1947, il devient le 35e régiment d'artillerie légère parachutiste (35e RALP), le colonel Mengus réussissant avec succès la transformation du régiment en unité parachutiste qui sera intégrée au sein du groupement aéroporté no 3 (GAP no 3) de la 25e division d'infanterie aéroportée (25e DIAP). Il est transféré à Tarbes en avril 1947. Cette période est illustrée dans le livre régimentaire de référence par les récits suivants : « De Waldsee à Tarbes » par le brigadier-chef Pierre Thomas ; Le général Pierre Mengus (biographie) ; « Il y a 50 ans, le 35e RALP » par Marcel Hirel appelé de la 47/2.

### Guerre d'Indochine
Entre 1953 et 1954, le 35e RALP prend part à la guerre d'Indochine. Fin 1953, le groupe de marche du 35e (GM 35), équipé de canons 75 SR et 105, est installé à Ha Duong dans la région de Hanoï. Le 20 novembre, des détachements du GM 35 participent à l'opération Castor et sautent sur Dien Bien Phu. Ils resteront dans la cuvette jusqu'au 7 mai 1954 avec des relèves particulièrement difficiles. D'autres éléments du GM 35 interviennent sur l'ensemble du territoire indochinois : opération Seno au Laos (décembre 1953 - 12 janvier 1954), opération Atlante (16 janvier - 13 mars 1954), opérations de secteur dans le "Delta" (mars à juillet 1954). Le 1er août 1955, le GM 35 quitte l'Indochine. Cette période de la guerre d'Indochine est illustrée dans le livre régimentaire de référence par les récits suivants : Récit d'évasion de Dien Bien Phu du MDL Delobel, du BRI Charrier et du Cst Nallet en mai 1954 ; « Evasion de Dien Bien Phu par 3 hommes du GM 35e RALP : MDL Delobel, AP Charrier et Nallet » par le maréchal-des-logis Delobel ; Compte-rendu du lieutenant Juteau sur son séjour à Dien Bien Phu du 3 avril 1954 au 7 mai 1954 ; Compte-rendu d'opération du lieutenant Ysiquel, chef du détachement du GM35e RALP ; « DLO lors de l'opération Castor avec le 1er BEP et le 5e BPVN » par les lieutenant Bommard, capitaine Clairfond et adjudant Gazet du GM 35e RALP.

### Guerre d'Algérie: campagnes d'Algérie et de Tunisie
Après avoir quitté l'Indochine, le GM 35 se retrouve aussitôt en Algérie pour donner naissance au 20e groupe d'artillerie parachutiste, régiment d'appui feux de la 10e division parachutiste (10e DP). Simultanément, en novembre 1954, à Tarbes, le 35e met sur pied le groupement d'artillerie légère parachutiste (GALAP 35) qui sera intégré à la 25e DIAP pour former un groupement aéroporté appelé Blizzard aussitôt engagé dans les Aurès en ce mois de novembre et ce jusqu'en avril 1955. En septembre de cette même année 1955, est créé le groupe de marche du 35e RALP (GM 35e RALP) qui interviendra en Tunisie d'octobre 1955 à juillet 1956. Au cours de ce mois de juillet 1956, le 35e rejoint l'Algérie avec le nom de 1/35e RA, incorporant le GM 35 de retour de Tunisie. Le 1/35e RA sera le régiment d'appui feux de la 25e DP. Il participera aux opérations sur le théâtre de juillet 1956 à juillet 1961. Cette période de la guerre d'Algérie est illustrée dans le livre régimentaire de référence par les récits suivants : « La 2e batterie et ses mulets » par le maréchal-des-logis - major Canu de la 2e batterie du 35e RA à la mémoire du brigadier Gamba de la section « Portée » tombé au Champ d'honneur le 20 août 1955 ; « L'assaut du djebel Harraba le 26 mai 1959 » par les officiers du régiment : le lieutenant Depoix, les sous-lieutenants Pierre (contingent 57/2B), Corviole et Rambeaux. En 1995, Claude Depoix rédige et publie, sous l'égide de l'Amicale, la plaquette Artilleurs paras dans les djebels consacrée à la campagne du 1/35e en Algérie.

### De 1961 à nos jours

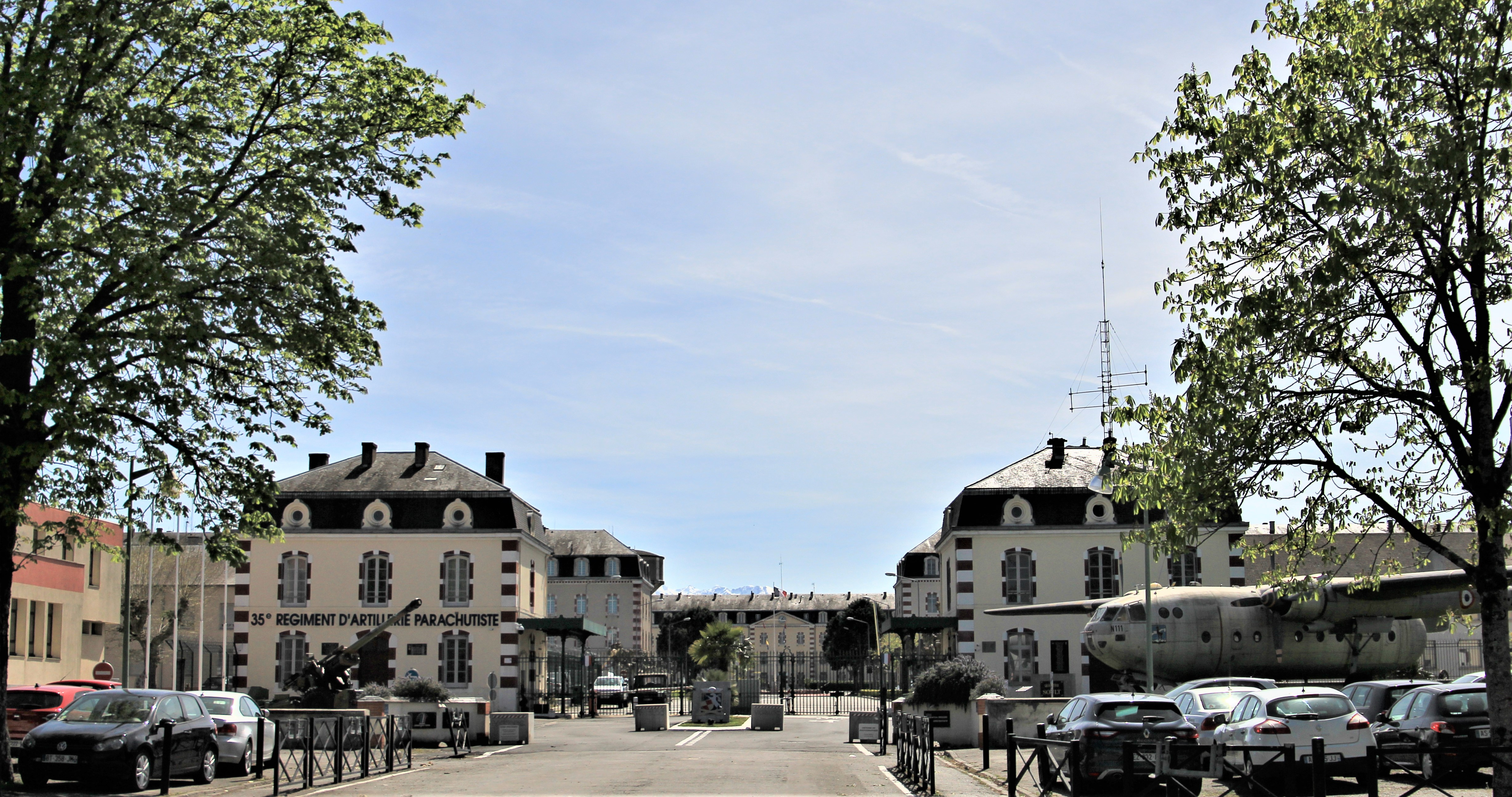
Entrée nord du vue de la place de la Courte Boule.

En juillet 1961, le 1/35e RA quitte l'Algérie et rejoint sa garnison métropolitaine à Verdun.
En octobre 1962, le régiment s'installe à Tarbes. Il est basé dans le quartier  de La Gespe, secteur de la Courte Boule, à Tarbes (canton de Tarbes 3), dans le département des Hautes-Pyrénées,, en région Occitanie.
La caserne qui regroupe les principales infrastructures régimentaires porte le nom de Quartier Soult.
Le 1er août 1963, le 1/35e devient le 35e régiment d'artillerie parachutiste (35e RAP).

#### Période interarmes: 1971 - 1975
Le régiment change une nouvelle fois d'appellation et devient le 35e régiment d'artillerie interarmes, stationné à Auch dès le mois de juin 1971, composé d'une batterie, d'une compagnie du génie et d'un escadron de reconnaissance. Il appartient à la 1re brigade parachutiste (1re BP) de la 11e division parachutiste (11e DP). Le jeudi 10 juillet 1975, après un intermède de quatre ans, le régiment retrouve sa garnison de Tarbes. C'est seulement en 1976 qu'il retrouvera son appellation de 35e régiment d'artillerie parachutiste.

#### Missions de courte durée (MCD)
Appelées autrefois "compagnies tournantes", elles sont toujours la base de l'engagement opérationnel des unités d'intervention en général et du 35e RAP en particulier auprès des forces prépositionnées sur les territoires suivants : Côte d'Ivoire (FFCI : forces françaises en Côte d'Ivoire ), Djibouti (FFDj : forces françaises stationnées à Djibouti), Somalie, Gabon (EFG : éléments français au Gabon), Emirats Arabes Unis (FFEAU : forces françaises aux Emirats Arabes Unis), Sénégal (EFS : éléments français au Sénégal ) et les départements et territoires d'outre-mer (DOM-TOM).

#### Opérations extérieures (OPEX)
Le 35e RAP participera à toutes les opérations extérieures de l'armée française sur les théâtres suivants : Afghanistan, Balkans, Côte d'Ivoire, ex-Yougoslavie, Golfe (Arabie Saoudite et Irak, Koweït), Liban, Mali, République Centrafricaine, Rwanda et Tchad. La première OPEX, après le conflit algérien, est celle de 1978 appelée opération Tacaud au Tchad.
- Tchad 1978 : opération Tacaud[45].

D'avril à juillet 1978, la 1re batterie participe à l'opération Tacaud, au Tchad, décidée dans le cadre des accords de défense, ayant pour but de soutenir le gouvernement du général Malloum contre les rebelles du nord dirigés par Hissène Habré. Le vendredi 21 avril 1978 à 21 h, la projection opérationnelle de l'unité est déclenchée à partir de Toulouse-Francazal à destination de N'Djaména avec neuf Transall C160. C'est la première opération aérotransportée significative d'une formation parachutiste après la guerre d'Algérie. La 1re batterie, sous les ordres du capitaine Litique, stationne à Moussoro, la garnison la plus septentrionale tenue par les forces armées tchadiennes qu'elle rejoint le dimanche 23 avril, surlendemain de son aérotransport de métropole. Deux jours après, le mardi 25 avril, elle participe aux combats de Salal, à une centaine de kilomètres au nord de Moussoro. Elle poursuit ses missions opérationnelles faites de nombreuses périodes de tension, jusqu'au 30 juillet. Trois mois plus tard, le 25 octobre, la 1re batterie est citée à l'ordre de l'armée.
Dans les années 1980, des batteries du régiment participent à l'opération Manta puis Épervier,,.
- Liban : opération Diodon (1982-1984).

Cette opération se déroule dans le cadre de la force multinationale de sécurité à Beyrouth (FMSB) dont la mission est d'aider l'armée libanaise à restaurer l'autorité du gouvernement libanais, de pourvoir à son instruction et d'assurer la protection des populations. « Diodon IV », qui verra la participation de la section de mortiers lourds (SML) du 35e RAP au sein du 6e régiment d'infanterie parachutiste (6e RIP), restera la mission de tous les dangers. Elle connaît la tragédie de l'attentat du Drakkar le dimanche 23 octobre 1983. Cette opération est illustrée dans le livre régimentaire de référence par le récit suivant : « La mission artillerie durant Diodon IV » par le lieutenant Vergniolle de Chantal, commandant la SML/35e RAP du 6e RIP, dans son rapport de fin de mission.
- Guerre du Golfe (Arabie Saoudite et Irak) : opération Daguet[49] (1991).

La batterie sol-air du régiment (4e Batterie) participe à l'opération Tempête du désert au sein des régiments de mêlée de la Division Daguet du 22 février (jour J) au 28 février 1991 (cessez-le-feu). Les commandos (CRAP) du régiment sont également engagés du 10 février au 27 février, avec le groupement commando parachutiste de la 11e division parachutiste (11e DP). Le 26 février, cinq d'entre-eux sont blessés lors de la prise du fort d'Al Salman. Leur action se termine à Koweit City par la reprise de l'ambassade de France. Pour son engagement et sa haute valeur opérationnelle, la 4e Batterie sera citée à l'ordre du corps d'armée avec attribution de la croix de guerre des TOE avec étoile de vermeil.
- Théâtre afghan (2002 - 2012).

Il est le lieu de missions d'instruction, d'encadrement et de conseil tactique, d'unités de l'armée locale. Ces missions portent le nom de operational mentoring and liaison team (OMLT). La plupart sont particulièrement dramatiques, parfois meurtrières. C'est le cas de l'OMLT de novembre 2008 à juin 2009 au cours de laquelle le capitaine Sonzogni, est tué sur le coup, son conducteur le brigadier-chef Rodrigues très grièvement blessé, leur véhicule ayant été pulvérisé par l'explosion d'un engin explosif improvisé ou de circonstance IED (improvised explosive device). Au cours des années passées sur place, le tribut payé est très lourd : un mort et quatorze blessés dont plusieurs handicapés à vie. Pour l'engagement total des artilleurs parachutistes, leurs sacrifices et leurs hauts faits d'armes, le régiment sera cité à l’ordre de l’armée, sa cinquième citation dans cet ordre prestigieux. Cette période d'opérations extérieures en territoire afghan est parfaitement illustrée dans le livre régimentaire de référence par le récit suivant : « L'embuscade de Sper Kundaï, vue de l'artilleur parachutiste » par le capitaine Ruyant.
- République Centrafricaine (RCA) : opération Sangaris [52]» (2013-2016).

Le 35e RAP est présent sur le théâtre centrafricain depuis le 1er juillet 1981, date de la création de l'élément français d'assistance opérationnelle (EFAO), plateforme stratégique et force d'intervention capable d'être projetée sur l'ensemble du continent africain. Le 5 décembre 2013, c'est le déploiement de la mission internationale de soutien à la Centrafrique (MISCA), pour une période de douze mois, sous mandat de l'ONU et sous la conduite africaine, avec l'appui des forces françaises « Sangaris ». Il s'agit de rétablir l'ordre et l'état de droit en neutralisant les tensions interconfessionnelles entre les anti-Balaka, milices d'autodéfense chrétiennes, et les ex-Séléka, rebelles favorables aux musulmans. Le 30 mars 2014, Bangui est en cours de stabilisation. La force « Sangaris », en étroite coopération avec la MISCA, poursuivra son effort pour maintenir une sécurité minimale en RCA. Fin de l'opération en 2016.
- Mali et bande sahélo-saharienne[53] : opération Serval (2013-2014) et opération Barkhane (2014-2022).

Le 11 janvier 2013, l’opération Serval au Mali est lancée. Cette intervention a pour but de stopper la progression des groupes islamistes armés. Le 1er août 2014, l'opération Serval devient l'opération Barkhane concentrée dans la bande sahélo-saharienne dont la mission est de lutter contre les groupes armés terroristes en appui des forces armées sahéliennes et de favoriser l’appropriation par les partenaires du G5 Sahel de la lutte contre ces groupes armés. Le 15 août 2022, neuf ans après le début de l’opération Serval, c'est la fin de la présence militaire française au Mali. L’opération Barkhane est redéployée dans les pays voisins, le Niger et le Tchad. De 2013 à 2015, des détachements régimentaires participent à ces deux opérations. Pour leur engagement remarquable, l'étendard du régiment est décoré de la croix de la Valeur Militaire, avec étoile de bronze.

## Étendard

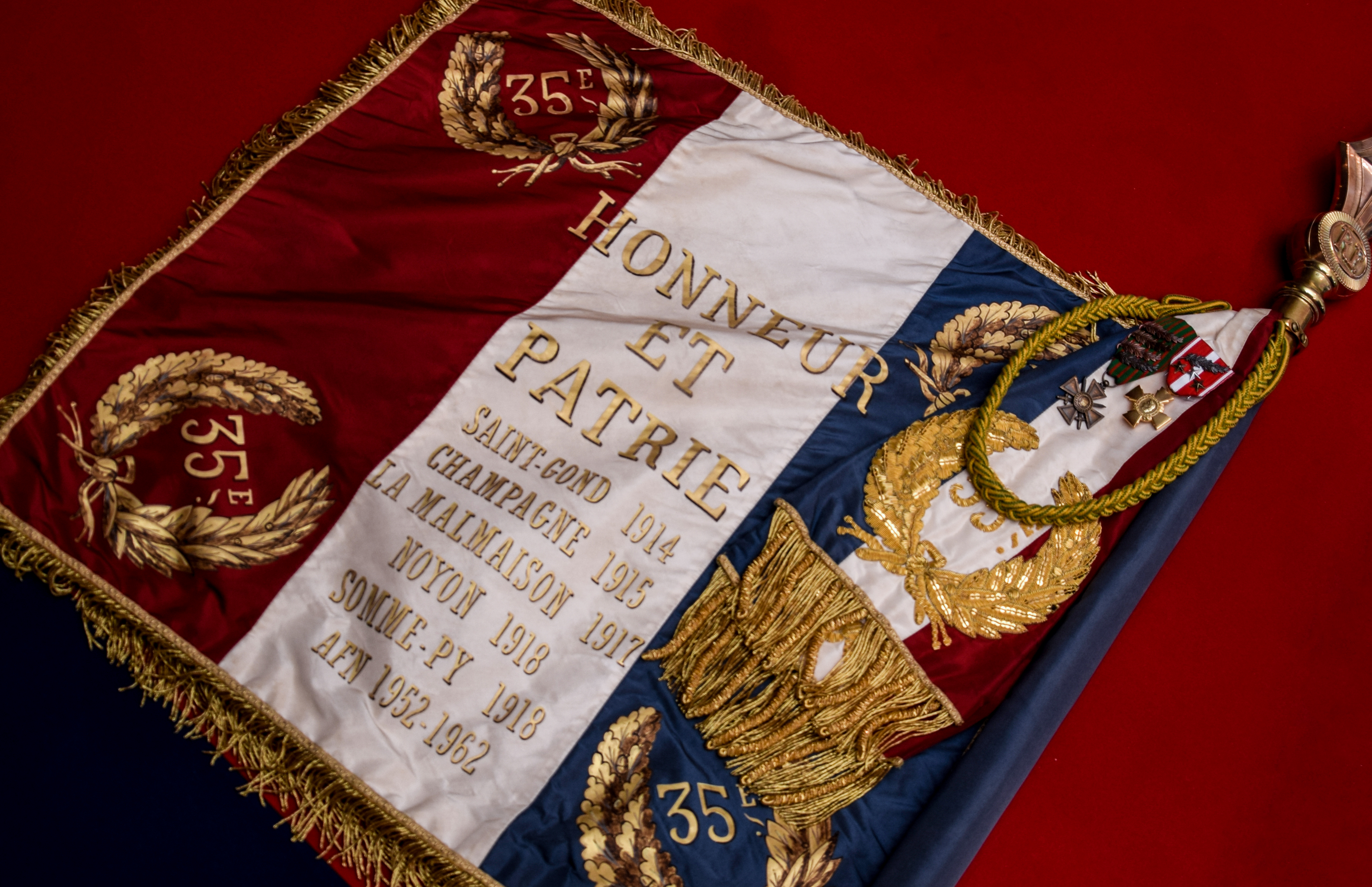
L'étendard est décoré de la croix de guerre 1914-1918, de la croix de la valeur militaire et de la médaille de la ville de Dunkerque. Sa cravate porte la fourragère aux couleurs du ruban de la Médaille militaire.

Le symbole des 3 couleurs de notre étendard est identique à celui des 3 couleurs de notre drapeau. 
L'origine des 3 couleurs nous renvoie à l'Histoire de notre pays. Pour les uns, elles représentent depuis la Révolution française la couleur blanche du roi de France encadrée des couleurs bleue et rouge de la ville de Paris. Pour les autres, elles sont le vestige des couleurs de commandement portées par les emblèmes historiques des armées de la France au cours des siècles.
Notre étendard.
Il porte, cousues en lettres d'or dans ses plis, les inscriptions suivantes :
- Saint-Gond 1914
- Champagne 1915
- La Malmaison 1917
- Noyon 1918
- Somme-Py 1918
- AFN 1952-1962

Titulaire de quatre citations à l'ordre de l'Armée, il est décoré de la croix de guerre 1914-1918 avec quatre palmes. Sa cravate porte la fourragère aux couleurs du ruban de la Médaille militaire. Il est décoré également de la médaille de la ville de Dunkerque « pour son comportement héroïque » lors de la campagne de France en 1940.
En 2004, il est autorisé à porter la mention : AFN 1952 - 1962 « pour comportement exemplaire en ces douloureuses années et pour rendre hommage aux 43 hommes qui ont tout donné pour la France ».
Le 21 mai 2012, l'étendard est décoré de la croix de la Valeur militaire avec palme au titre des opérations extérieures, avec citation à l'ordre de l'Armée pour l'intervention en Afghanistan dans le cadre de la Force internationale d'assistance et de sécurité (ISAF).
L'étendard est également décoré de la croix de la Valeur militaire avec étoile de bronze, le régiment ayant été cité à l'ordre de la Brigade pour son engagement remarquable dans le cadre des opération Serval et opération Barkhane dans la bande sahélo-saharienne, de 2013 à 2015.
Le 1er juin 2022, le régiment est cité à l'ordre de la Division. Cette citation comporte l'attribution de la croix de la Valeur militaire avec étoile d'argent pour son action déterminante dans le cadre de son engagement au sein du sous groupement tactique d'artillerie (SGTA) de la "Task Force Wagram" de l'opération Chammal en Irak de juin à octobre 2018.
Le 9 septembre 2022, l'étendard est décoré de la croix de la Valeur militaire avec étoile de bronze, le régiment ayant été cité à l'ordre de la brigade pour son engagement dans l'opération Sangaris, décoration « brillamment obtenue en Centrafrique, sur ce théâtre d'opération bien connue de toutes les générations d'artilleurs parachutistes » (Ordre du jour no 11 du GCA Michel Delion).
Le 27 novembre 2024, l'étendard est décoré de la croix de la Valeur militaire avec palme de bronze, le régiment ayant été cité à l'ordre de l'armée pour son engagement dans le cadre de l'opération Barkhane au Sahel de 2016 à 2022.

## Régiment aujourd'hui

### Missions
Le 35e RAP est le spécialiste de l’artillerie et des appuis d’urgence avec la possibilité de mises en place par la 3e dimension (aérolargage, poser d’assaut, aérotransport, héliportage) de ses parachutistes et de ses matériels, ainsi que de ses capteurs de renseignement. Il est aussi expert de la coordination des appuis-feux de toutes natures au profit de la 11e BP. Il est aujourd’hui l’unique régiment d’artillerie à assurer l'alerte permanente à 12 h et 48 h (selon son contrat opérationnel), dans le cadre de l’échelon national d’urgence (ENU TAP).
- Opérations nationales  et internationales[56] auxquelles participent des détachements opérationnels du régiment, plus ou moins importants, selon les périodes et les événements :

1. pour l’ONU, ;
2. pour l’UE : les EUTM (missions militaires de formation de l'Union européenne) ;
3. forces de souveraineté : Guadeloupe, Martinique, Guyane française, Polynésie française, Mayotte, La Réunion, Nouvelle Calédonie ;
4. forces en présence : Émirats Arabes Unis (FFEAU), Djibouti (FFDj), Gabon (EFSG), République de Côte d’Ivoire (FFCI) ;
5. territoire national : opérations intérieures : protection du territoire et des Français : opérations Sentinelle en France métropolitaine et Titan en Guyane, soutien à la population ;
6. opération Chammal(Irak et Syrie) : lancée le 19 septembre 2014, l’opération a pour mission de lutter contre l'État Islamique.
7. Mission AIGLE dans le cadre du renforcement de la posture défensive et dissuasive de l'OTAN sur le flanc oriental de l'Europe.

### Composition
Rassemblant des femmes et des hommes de très haute valeur opérationnelle,,, rompus à toutes les formes de combat terrestre,,, le régiment compte : 1 batterie de commandement et de logistique (B.C.L), 1 batterie d’acquisition et de surveillance (B.A.S), 3 batteries d’appuis sol-sol (B1, B2, B3), 1 batterie de défense anti-aérienne sol-air (B4), 1 batterie de réserve (B6, anciennement UCT : unité de combat terrestre), 1 groupe de commandos parachutistes (GCP), 1 détachement d'acquisition dans la profondeur (DAP).
- Instruction et formation des jeunes engagés volontaires[72]

La formation générale initiale (FGI) se déroule depuis l’été 2010 de manière centralisée au Centre de Formation Initiale Militaire (CFIM) de Caylus. Cette formation de treize semaines permet aux jeunes recrues d’acquérir les fondamentaux indispensables à tout combattant des forces terrestres (tir, secourisme, technique d’intervention opérationnelle rapprochée, vie en campagne, sport, apprentissage du code du soldat). Les engagés volontaires initiaux rejoignent définitivement la garnison de Tarbes à l’issue de leur FGI. Puis les jeunes recrues passent leur Brevet de Parachutiste Militaire (BPM) à l’École des Troupes Aéroportées de Pau durant deux semaines et avant leurs six premiers mois de service afin d’entrer pleinement dans le monde des parachutistes.
À l’issue de la FGI, les jeunes engagés suivent une formation de spécialisation initiale de quatre semaines dans leurs unités afin d’être formés au métier qu’ils occuperont au régiment : opérateur artillerie, servant de pièce, conducteur de poids lourd (PL), de véhicule léger (VL) ou d'engin blindé, secrétaire comptable, cuisinier, mécanicien, opérateur radar, transmetteur, infirmier, par exemple.

### Matériels

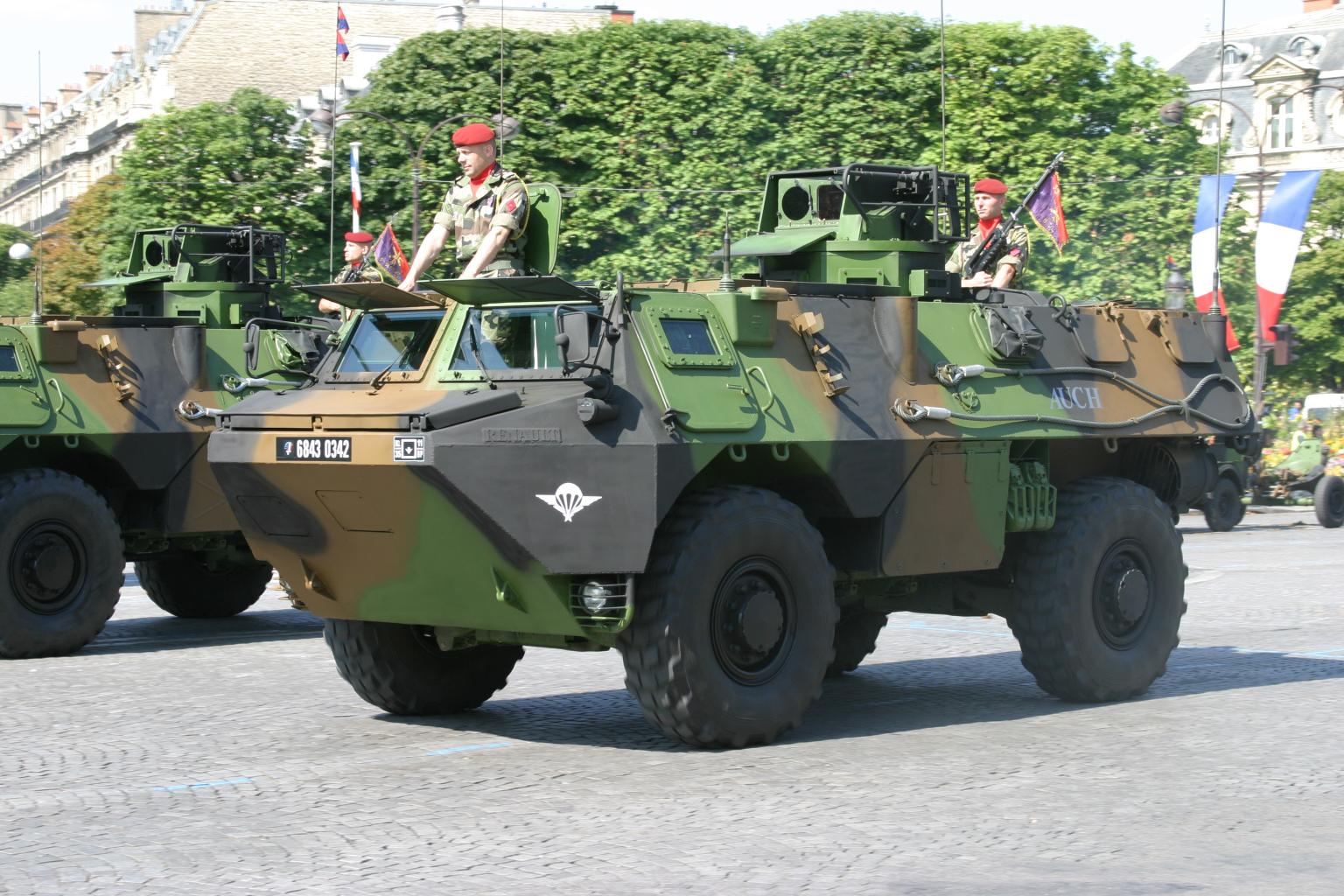
VAB VOA (observation d'artillerie) du en 2005.

Le 35e RAP dispose de camions avec  un système d’artillerie (CAESAR) avec lequel il s’est illustré sur les théâtres récents d’opérations extérieures. Il est doté également de mortiers de 120 mm, de missiles transportables anti-aérien léger (MISTRAL). Il est équipé aujourd'hui des matériels suivants : radar d’observation des intervalles MURIN, station d’élaboration de profils atmosphériques et radiosondage pour l’artillerie SEPHIRA, radar sol-air MARTHA NC1 30. Il a été doté encore en 2013 de drones de reconnaissance au contact (DRAC), de systèmes de mini-drones de renseignement (SMDR).
En octobre 2024, dans le cadre d'une phase d’évaluation technico-opérationnelle, les premiers tirs CAESAR sont réalisés avec une numérisation ATLAS complète entre le drone DT46 et le canon CAESAR. En novembre 2024, le premier CAESAR MKII est livré au régiment.
Depuis l'année 2024, le régiment est un acteur majeur d'innovation autour de la thématique des drones.
Les véhicules régimentaires sont les suivants : véhicules de l’avant-blindé VAB (7 VAB T20/13 / 5 VAB OBS / 6 VAB MORTIER / 1 VAB SAN / 7 VAB ATLAS / 2 VAB INF), fardiers, PVP (petits véhicules protégés), CLD, VT4, PPLOG, GBC 180, TRM10000 APD, SCANIA CCP10, CCPTA SHERPA, FORD RANGER, NC1 30, MASSTECH.

## Groupe commando parachutiste (GCP 35)

### Historique
Le GCP 35 est d'abord l'héritier des spécialistes du saut opérationnel à grande hauteur (SOGH), encore appelés chuteurs opérationnels (chutops), engagés en Mauritanie (1977-1978) et au Tchad (1965-1979), puis des commandos de recherche et d'action dans la profondeur (CRAP) affectés alors à différents postes du régiment. L'équipe CRAP regroupant ces différents spécialistes est créée officiellement en juin 1987. Elle deviendra "GCP 35" en 1999. Depuis le 11 février 2011, le GCP 35 porte le nom du chef d'escadron Sonzogni tombé au champ d'honneur en Afghanistan le 11 février 2009. En 2022, le GCP 35 "Commando Sonzogni" fête ses 35 ans d'existence.

### Engagements opérationnels du "Commando Sonzogni"
Le GCP 35 "Commando Sonzogni" a été engagé en Irak (1991), en Somalie (1992), au Tchad (1993 et 2015), au Rwanda (1994), à Sarajevo (1995), en Bosnie-Herzégovine (3 fois de 1996 à 2005), en Centrafrique (6 fois de 1998 à 2015), à Brazzaville (1999), en Macédoine (4 fois de 1999 à 2003), au Kosovo (4 fois de 2001 à 2006 au sein du "BATFRA13/TF Hermine" armé par le 35), en République de Côte d'Ivoire (2002 et 2006), en Afghanistan au sein des OMLT (de 2007 à 2011) et en permanence au Sahel depuis le déclenchement de l'opération Serval en 2013, puis Barkhane au sein du groupement Cobra.

## Régiments frères du35eRAPau sein de l'artillerie parachutiste.
Les régiments frères du 35e RAP dans l'artillerie parachutiste, sont les suivants :
- 36e groupe des forces terrestres antiaériennes (36e GFTA). En octobre 1945, est affecté à la 25e division d'infanterie (25e DI) future 25e division d'infanterie aéroportée (25e DIAP). Dissous le 1er juin 1946.
- 5e régiment d'artillerie de campagne aéroportée (5e RACAP). Créé le 1er novembre 1946 à Koléa en Algérie. Dissous le 1er avril 1949.
- 6e régiment d'artillerie légère parachutiste (6e RALP). Créé le 1er novembre 1946 à Guelma en Algérie. Dissous le 15 juillet 1948. Cette période est illustrée dans le livre régimentaire de référence[21] par le récit suivant : Le 6e RALP à Mogador par le chef d'escadron Le Gall.
- 20e régiment d'artillerie parachutiste (20e RAP), période 1946-1947, créé à partie du 20e RA. Devient 20e régiment d'artillerie légère parachutiste (20e RALP), années 1947-1948. Puis 20e groupe aéroporté (20e GAP), période 1948-1961. Cette période est illustrée dans le livre régimentaire de référence[21] par le récit suivant : Le 20e GAP à Suez par le sous-lieutenant de Lambert.
- 475e groupe d'artillerie antiaérienne légère (475e GAAL). Créé à Albi le 1er septembre 1954. Dissous le 15 juillet 1958.

## Amicale du35eRAP et de l'artillerie parachutiste
L'amicale, association loi de 1901, a été créée en 1970 par le colonel Roger Faulle. Elle rassemble le personnel, actif et retraité, servant et ayant servi au 35e RAP et régiments frères de l'artillerie parachutiste. Avec près de 2 000 adhésions depuis sa création, elle est l'une des plus importantes associations régimentaires de l'artillerie et des unités parachutistes. Elle s'associe à la vie de l'Entraide parachutiste  et elle adhère également au Musée de l'artillerie de Draguignan, au Musée des Parachutistes de Pau et au Comité du souvenir du Maréchal Foch. Son président actuel est le chef d'escadron (R) Philippe Formosa.

## Galerie de photos

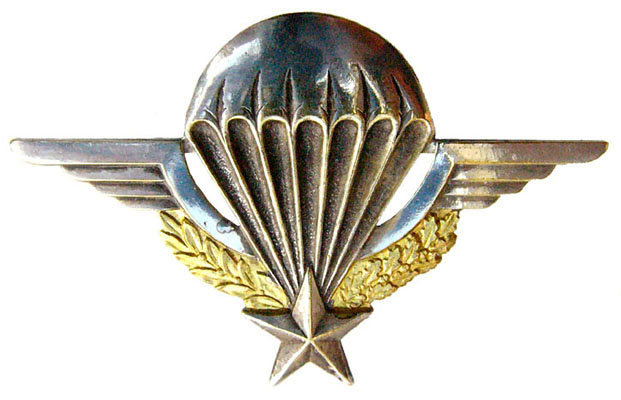
Brevet de parachutiste.
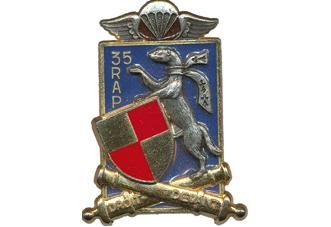
Insigne métallique.
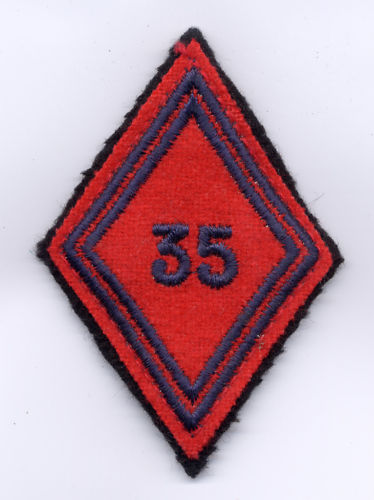
Insigne tissu.
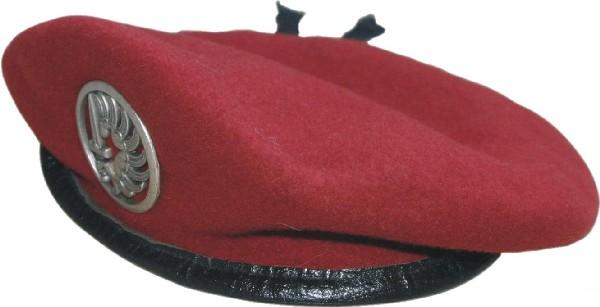
Béret rouge.
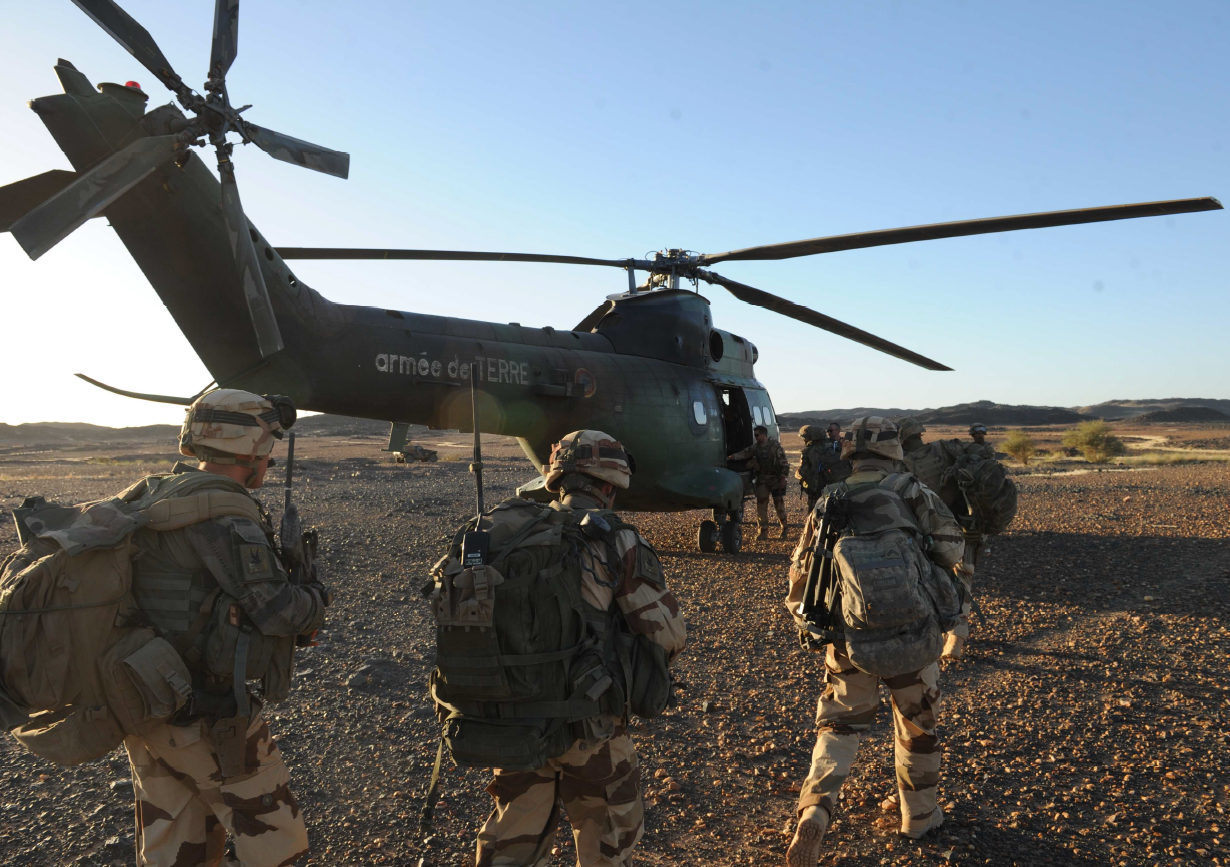
Départ en mission.
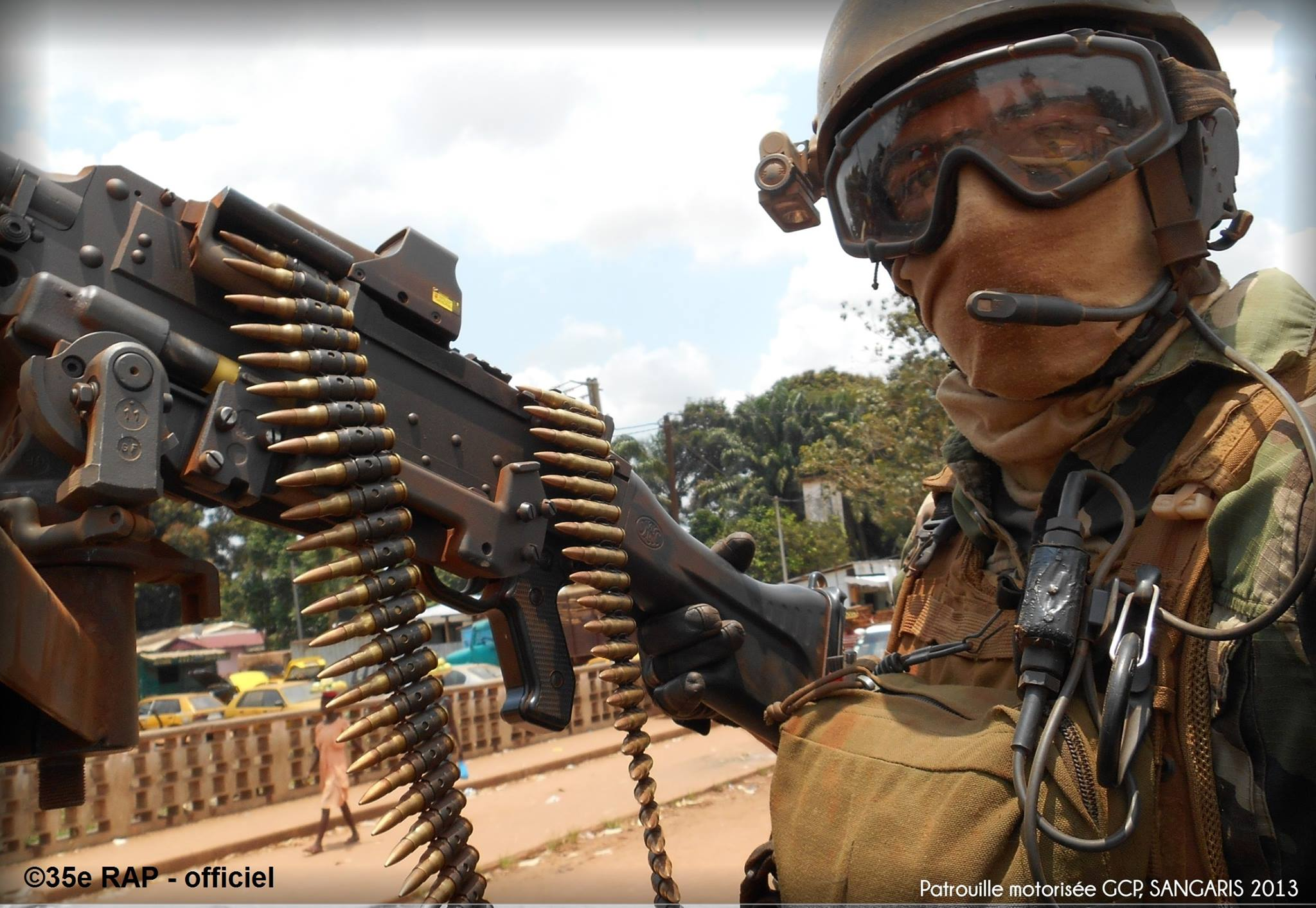
Centrafrique - Patrouille motorisée GCP.
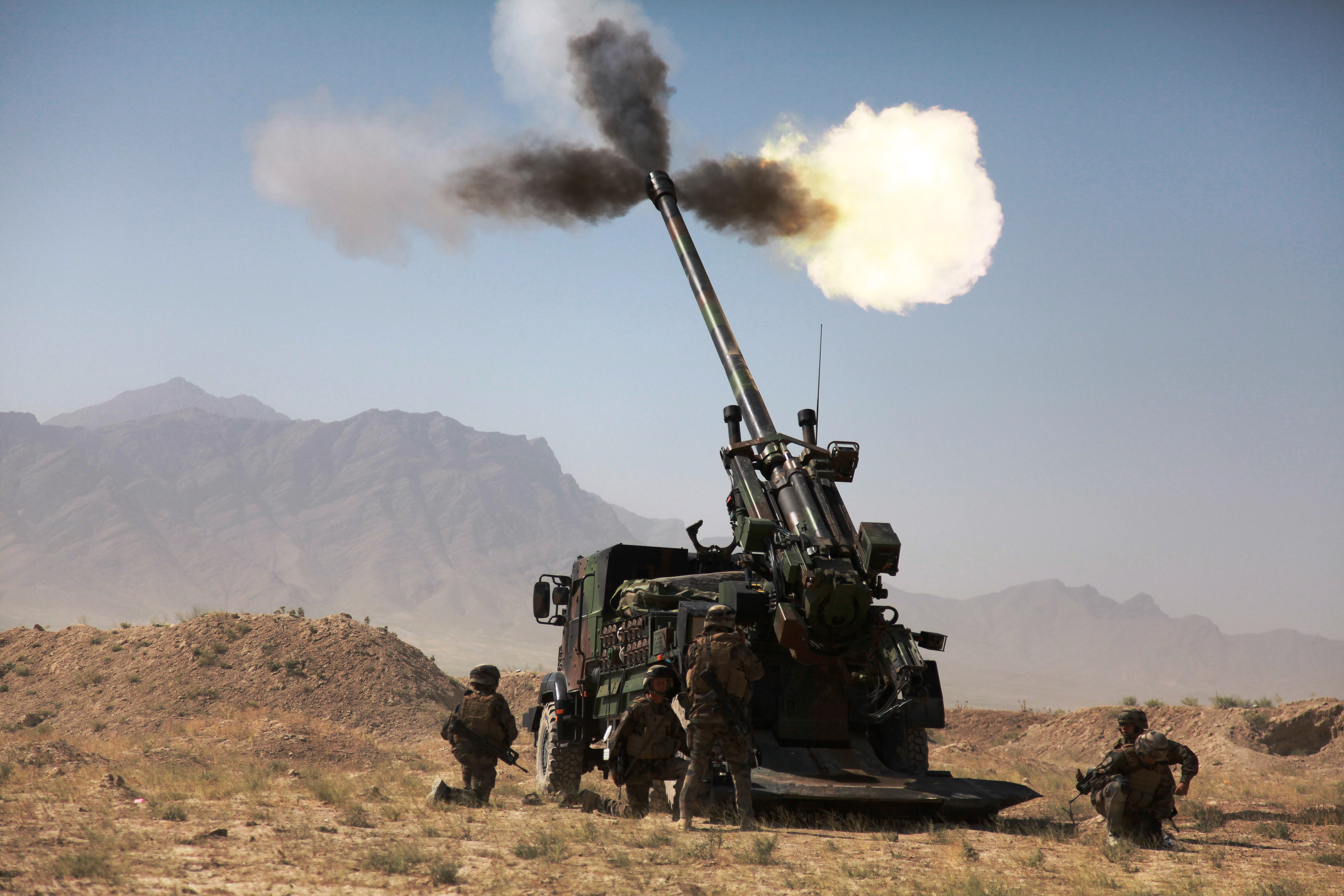
Tir d'un Caesar en Afghanistan.
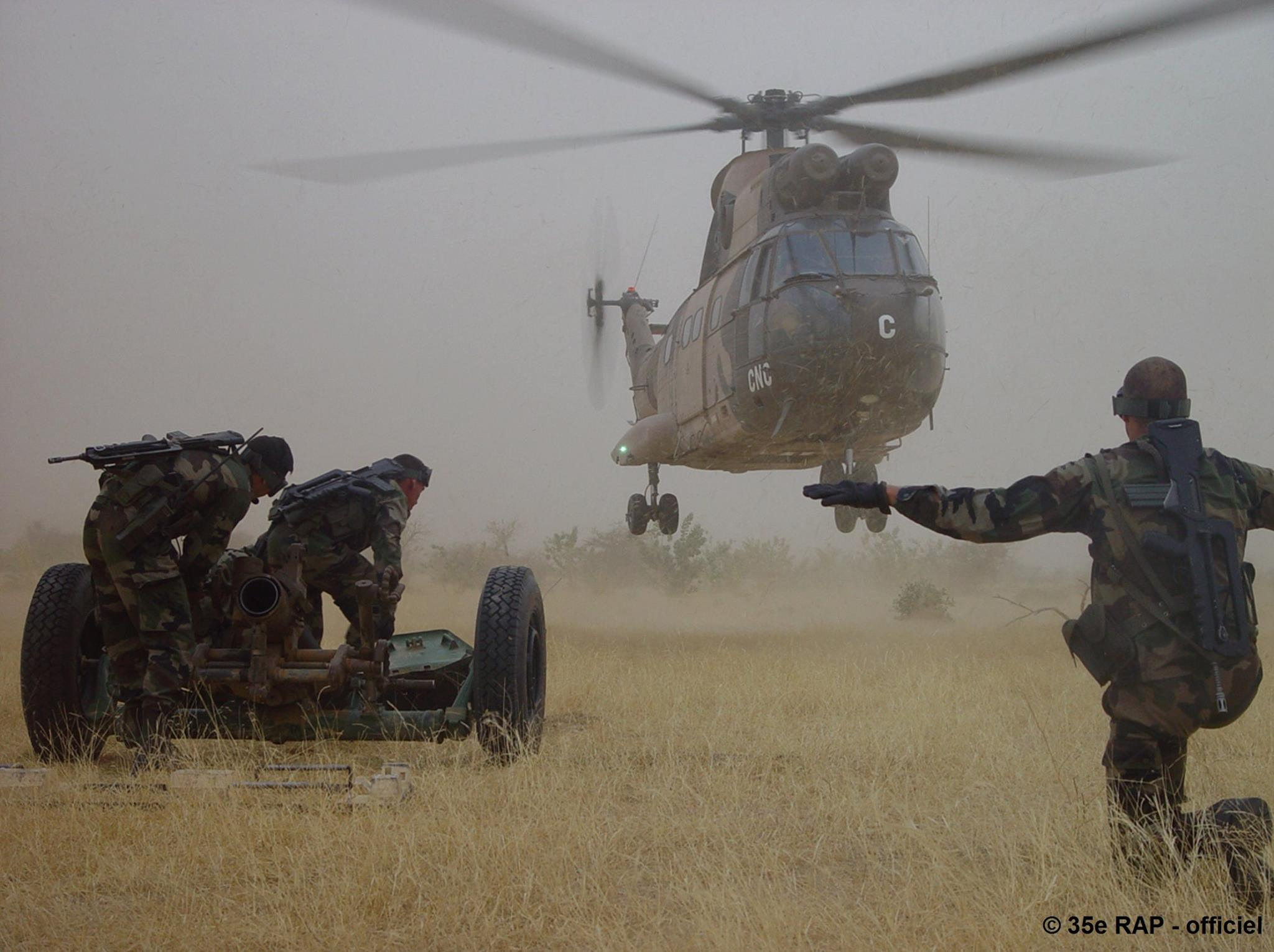
Raid d'artillerie.

## Sources et bibliographie
- Œuvres Complètes[26] - Ferdinand FOCH - Ed : Economica - 1934.
- Le 35e : Régiment d'Artillerie - 1873 - 1946 | Régiment d'Artillerie Parachutiste - 1947 - 2015 -Lieutenant-Colonel Bernard Delaval - Tarbes - 2017.
- Par le ciel et par le feu : les artilleurs paras du 35e RAP - Tome 1 : 1947-1991 : la vocation parachutiste, de Dien Bien Phu au Golfe - Bande dessinée - Auteurs : Geraldo Balsa et Patrice Deschamps - Ed : Triomphe - 2021.
- La guerre d'Indochine[34] - Dictionnaire - Auteurs : F. Cochet et R. Porte sous la direction de Y. Cadeau - Ed. Perrin - 2021.
- Les artilleurs français en Irak[84] - Auteur : Eric Mauger - Préface du général d’armée Thierry Burkhard, chef d’état-major de l’armée de Terre - Ed : Economica - 2019.
- Dictionnaire des opérations extérieures de l'armée française[44] (Dicopex) - Sous la direction de Philippe Chapleau et Jean-Marc Marill - Nouveau monde éditions - 2018.
- Forces Spéciales[71] de J.M. Tanguy - Ed : Gründ - 2020.
- Corps et âme[85] - Nicolas Zeller : un médecin des forces spéciales témoigne - Préface d'Erik Orsenna - Ed : Taillandier - 2021.
- Régiments d'artillerie - Histoire et traditions - Lieutenant-Colonel P. Pasteau et Lieutenant A. Noiré - Collection dirigée par le Colonel C. Becker - Ed : Pierre de Taillac - 2023.
- Le soldat XXe – XXIe siècle - Sous la direction du général François Lecointre, CEMA - Ed : Gallimard, collection Folio histoire, 400 pages - 2018.
- Paroles de nos soldats. L'épreuve du feu. XXe – XXIe siècles - J.P. Guéno - Nouveau Monde éditions - 2018.
- Pierre Schoendoerffer ou la guerre - S. Delaporte - Nouveau Monde éditions - 2018.
- Padre : mémoires d'un aumônier militaire[86] - Auteurs : Yannick Lallemand avec Frédéric Pons - Ed : Taillandier - 2025.
- André Zirnheld (1913 - 1942)[87] - Auteur : Alexandra Laignel-Lavastine - Ed : du Cerf - 2025.
- Souvenirs sur les maréchaux Foch et Pétain[31] - Général Léon Zeller - Préface du général d'armée Jean-Louis Georgelin - Introduction du général d'armée Louis Zeller - Présenté et annoté par le colonel Claude Franc - Editions Economica - 2018.
- Histoire de l'armée française, Pierre Montagnon.
- Historique de l'artillerie française, H. Kauffert.
- Historique du 35e régiment d'artillerie de campagne :, Vannes, Imprimerie du commerce, 1919, 30 p., lire en ligne sur Gallica.
- Historique du 35e Régiment d’Artillerie
- 1873 – LA NAISSANCE DU RÉGIMENT